# Edda Dell'Orso
Edda Dell'Orso, née Edda Sabatini le 16 février 1935 à Gênes en Ligurie, est une chanteuse soprano italienne.

## Biographie
Génoise, Edda Sabatini se rend à Rome avec sa famille. En 1956 elle est diplômée en chant et piano de l'Académie nationale Sainte-Cécile de Rome. Elle chante ensuite dans le chœur de Franco Potenza. En 1958 elle épouse Giacomo Dell'Orso qu'elle a connu à l'Académie en 1952 (et avec lequel elle aura un fils et une fille).
Elle chante ensuite dans le chœur d’Alessandro Alessandroni, avec lequel elle fait plusieurs enregistrements. C'est là qu'Ennio Morricone (alors arrangeur pour RCA) la remarque. Il lui donne les parties vocales de deux bandes originales de musique de film, Le Bon, la Brute et le Truand en 1966 et Il était une fois dans l'Ouest en 1968, qui vont la rendre célèbre,.
En 2011, elle est invitée à chanter sur le premier morceau de l'album Rome (it) de Danger Mouse et Daniele Luppi (it).

## Filmographie
| Année | Titre du film                                                                    | Compositeur                             | Réalisateur              |
| ----- | -------------------------------------------------------------------------------- | --------------------------------------- | ------------------------ |
| 1964  | I malamondo (it)                                                                 | Ennio Morricone                         | Paolo Cavara             |
| 1965  | Et pour quelques dollars de plus (Per qualche dollaro in più)                    | Ennio Morricone                         | Sergio Leone             |
| 1965  | Les Frères Dynamite (Johnny West il mancino)                                     | Angelo Francesco Lavagnino              | Gianfranco Parolini      |
| 1966  | Comment j'ai appris à aimer les femmes (Come imparai ad amare le donne)          | Ennio Morricone                         | Luciano Salce            |
| 1966  | Un homme à moitié (Un uomo a metà)                                               | Ennio Morricone                         | Vittorio De Seta         |
| 1966  | Le Bon, la Brute et le Truand                                                    | Ennio Morricone                         | Sergio Leone             |
| 1966  | Fumo di Londra                                                                   | Piero Piccioni                          | Alberto Sordi            |
| 1967  | Quatre, trois, deux, un, objectif Lune (...4..3..2..1...morte)                   | Marcello Giombini                       | Primo Zeglio             |
| 1967  | Opération Re Mida (Lucky, el intrépido)                                          | Bruno Nicolai                           | Jesús Franco             |
| 1967  | Colorado (La resa dei conti)                                                     | Ennio Morricone                         | Sergio Sollima           |
| 1967  | Le Jardin des délices (Il giardino delle delizie)                                | Ennio Morricone                         | Silvano Agosti           |
| 1967  | La Fille et le Général (La ragazza e il generale)                                | Ennio Morricone                         | Pasquale Festa Campanile |
| 1967  | Le Dernier Face à face (Faccia a faccia)                                         | Ennio Morricone                         | Sergio Sollima           |
| 1967  | Il libro dell'arte (documentaire)                                                | Ennio Morricone                         | Luciano Emmer            |
| 1967  | L'Étranger (Lo straniero)                                                        | Piero Piccioni                          | Luchino Visconti         |
| 1967  | Mission T.S. (Matchless)                                                         | Ennio Morricone, Piero Piccioni         | Alberto Lattuada         |
| 1968  | Ecce homo                                                                        | Ennio Morricone                         | Bruno Gaburro            |
| 1968  | Eva, la vierge sauvage (Eva la venere selvaggia)                                 | Roberto Pregadio                        | Roberto Mauri            |
| 1968  | Phénoménal et le Trésor de Toutânkhamon (Fenomenal e il tesoro di Tutankamen)    | Bruno Nicolai                           | Ruggero Deodato          |
| 1968  | Les Jeunes Tigres (I giovani tigri)                                              | Piero Piccioni                          | Antonio Leonviola        |
| 1968  | Et si on faisait l'amour ? (Scusi, facciamo l'amore?)                            | Ennio Morricone                         | Vittorio Caprioli        |
| 1968  | Il était une fois dans l'Ouest (C'era una volta il West)                         | Ennio Morricone                         | Sergio Leone             |
| 1968  | Danger : Diabolik ! (Diabolik)                                                   | Ennio Morricone                         | Mario Bava               |
| 1968  | La Contestation (L'età del malessere)                                            | Stefano Torossi (it)                    | Giuliano Biagetti        |
| 1969  | Les Inassouvies (Philosophy in the Boudoir)                                      | Bruno Nicolai                           | Jess Franco              |
| 1969  | Sorcellerie, Magie et Messes noires (Angeli bianchi... angeli neri)              | Piero Umiliani                          | Luigi Scattini           |
| 1969  | Gli angeli del 2000                                                              | Mario Molino                            | Hanil Ranieri            |
| 1969  | À l'aube du cinquième jour (Dio è con noi)                                       | Ennio Morricone                         | Giuliano Montaldo        |
| 1969  | H2S                                                                              | Ennio Morricone                         | Roberto Faenza           |
| 1969  | Giotto (documentaire)                                                            | Ennio Morricone                         | Luciano Emmer            |
| 1969  | La stagione dei sensi                                                            | Ennio Morricone                         | Massimo Franciosa        |
| 1969  | Le Commissaire Pepe (Il commissario Pepe)                                        | Armando Trovajoli                       | Ettore Scola             |
| 1969  | Les Allumeuses (Interrabang)                                                     | Berto Pisano                            | Giuliano Biagetti        |
| 1969  | La donna invisibile                                                              | Ennio Morricone                         | Paolo Spinola            |
| 1969  | Uccidete il vitello grasso e arrostitelo                                         | Ennio Morricone                         | Salvatore Samperi        |
| 1969  | Sais-tu ce que Staline faisait aux femmes ? (Sai cosa faceva Stalin alle donne?) | Ennio Morricone                         | Maurizio Liverani        |
| 1969  | La Tente rouge (Красная палатка)                                                 | Ennio Morricone                         | Mikhail Kalatozov        |
| 1969  | Perversion (Femmine insaziabili)                                                 | Bruno Nicolai                           | Alberto De Martino       |
| 1969  | Disons, un soir à dîner (Metti, una sera a cena)                                 | Ennio Morricone                         | Giuseppe Patroni Griffi  |
| 1970  | L'Île de l'épouvante (5 bambole per la luna d'agosto)                            | Piero Umiliani                          | Mario Bava               |
| 1970  | Ciao Gulliver                                                                    | Piero Piccioni                          | Carlo Tuzii (it)         |
| 1970  | Intimità proibite di una giovane sposa                                           | Stelvio Cipriani                        | Oscar Brazzi             |
| 1970  | Photo interdite d'une bourgeoise (Le foto proibite di una signora per bene)      | Ennio Morricone                         | Luciano Ercoli           |
| 1970  | Le Voyeur (Giochi particolari)                                                   | Ennio Morricone                         | Franco Indovina          |
| 1970  | L'Oiseau au plumage de cristal (L'uccello dalle piume di cristallo)              | Ennio Morricone                         | Dario Argento            |
| 1970  | Quand les femmes avaient une queue (Quando le donne avevano la coda)             | Ennio Morricone                         | Pasquale Festa Campanile |
| 1970  | Eugénie de Sade                                                                  | Bruno Nicolai                           | Jess Franco              |
| 1970  | Seule contre la mafia (La moglie più bella)                                      | Ennio Morricone                         | Damiano Damiani          |
| 1971  | Je suis vivant ! (La corta notte delle bambole di vetro)                         | Ennio Morricone                         | Aldo Lado                |
| 1971  | On m'appelle King (Lo chiamavano King)                                           | Luis Bacalov                            | Giancarlo Romitelli      |
| 1971  | Le Désert de feu (Deserto di fuoco)                                              | Roberto Pregadio, Franco Bixio          | Renzo Merusi             |
| 1971  | La Patrouille du ciel (Forza G)                                                  | Ennio Morricone                         | Duccio Tessari           |
| 1971  | Le Chat à neuf queues (Il gatto a nove code)                                     | Ennio Morricone                         | Dario Argento            |
| 1971  | Journée noire pour un bélier (Giornata nera per l'ariete)                        | Ennio Morricone                         | Luigi Bazzoni            |
| 1971  | Il était une fois la révolution (Giù la testa)                                   | Ennio Morricone                         | Sergio Leone             |
| 1971  | Le Casse                                                                         | Ennio Morricone                         | Henri Verneuil           |
| 1971  | Police Magnum (Kill!)                                                            | Jacques Chaumont, Berto Pisano          | Romain Gary              |
| 1971  | Ce monde si merveilleux et si dégueulasse (Questo sporco mondo meraviglioso)     | Piero Umiliani                          | Mino Loy, Luigi Scattini |
| 1971  | Une vierge chez les morts-vivants                                                | Bruno Nicolai                           | Jess Franco              |
| 1971  | Comment épouser une Suédoise (Il vichingo venuto dal sud)                        | Armando Trovajoli                       | Steno                    |
| 1971  | L'Œil du typhon (La volpe dalla coda di velluto)                                 | Piero Piccioni                          | José María Forqué        |
| 1971  | L'uomo dagli occhi di ghiaccio                                                   | Peppino De Luca (it) et les Marc 4 (it) | Alberto De Martino       |
| 1971  | Veruschka, poesia di una donna                                                   | Ennio Morricone                         | Franco Rubartelli (it)   |
| 1971  | Quatre Mouches de velours gris (Quattro mosche di velluto grigio)                | Ennio Morricone                         | Dario Argento            |
| 1972  | A come Andromeda                                                                 | Mario Migliardi                         | Vittorio Cottafavi       |
| 1972  | Mais... qu'avez vous fait à Solange ? (Cosa avete fatto a Solange?)              | Ennio Morricone                         | Massimo Dallamano        |
| 1972  | I figli chiedono perché                                                          | Ennio Morricone                         | Nino Zanchin             |
| 1972  | Il diavolo nel cervello                                                          | Ennio Morricone                         | Sergio Sollima           |
| 1972  | Le Grand Duel (Il grande duello)                                                 | Luis Bacalov                            | Giancarlo Santi          |
| 1972  | Le Maître et Marguerite (Il maestro e Margherita)                                | Ennio Morricone                         | Aleksandar Petrović      |
| 1972  | La gatta in calore                                                               | Gianfranco Plenizio                     | Nello Rossati            |
| 1972  | La Nuit des diables (La notte dei diavoli)                                       | Giorgio Gaslini                         | Giorgio Ferroni          |
| 1972  | Peccato mortale                                                                  | Piero Piccioni                          | Francisco Rovira Beleta  |
| 1972  | La Fille à la peau de lune (La ragazza dalla pelle di luna)                      | Piero Umiliani                          | Luigi Scattini           |
| 1973  | L'Emprise des sens (Anna, quel particolare piacere)                              | Luciano Michelini                       | Giuliano Carnimeo        |
| 1973  | Mais laissez-nous succomber à la tentation (Crescete e moltiplicatevi)           | Ennio Morricone                         | Giulio Petroni           |
| 1973  | La mort a souri à l'assassin (La morte ha sorriso all'assassino)                 | Berto Pisano                            | Joe D'Amato              |
| 1973  | Simbad le calife de Bagdad (Simbad e il califfo di Bagdad)                       | Alessandro Alessandroni                 | Pietro Francisci         |
| 1973  | Un modo di essere donna                                                          | Piero Piccioni                          | Pier Ludovico Pavoni     |
| 1974  | Mon nom est Personne (Il mio nome è Nessuno)                                     | Ennio Morricone                         | Tonino Valerii           |
| 1974  | Adolescence pervertie (Adolescenza perversa)                                     | Franco Micalizzi                        | José Bénazéraf           |
| 1974  | Flavia la défroquée (Flavia, la monaca musulmana)                                | Nicola Piovani                          | Gianfranco Mingozzi      |
| 1974  | La Tentation (Il sorriso del grande tentatore)                                   | Ennio Morricone                         | Damiano Damiani          |
| 1974  | La Cousine (La cugina)                                                           | Ennio Morricone                         | Aldo Lado                |
| 1974  | La svergognata                                                                   | Berto Pisano                            | Giuliano Biagetti        |
| 1974  | Le Secret                                                                        | Ennio Morricone                         | Robert Enrico            |
| 1976  | La dottoressa del distretto militare                                             | Piero Umiliani                          | Nando Cicero             |
| 1976  | Mondo di notte oggi (it)                                                         | Gianni dell'Orso                        | Gianni Proia             |
| 1976  | Roma drogata la polizia non può intervenire                                      | Albert Verrecchia                       | Lucio Marcaccini         |
| 1977  | Qui a tué le chat ? (Il gatto)                                                   | Ennio Morricone                         | Luigi Comencini          |
| 1978  | China 9, Liberty 37 (Amore, piombo e furore)                                     | Pino Donaggio                           | Monte Hellman            |
| 1979  | Midnight Blue                                                                    | Stelvio Cipriani                        | Raimondo Del Balzo       |
| 1980  | Moi et Catherine (Io e Caterina)                                                 | Piero Piccioni                          | Alberto Sordi            |
| 1980  | Il ladrone                                                                       | Ennio Morricone                         | Pasquale Festa Campanile |
| 1981  | Caligula et Messaline (Caligola e Messalina)                                     | Giacomo Dell'Orso, Gianni Dell'Orso     | Bruno Mattei             |
| 1982  | Les Aventures sexuelles de Néron et de Poppée (Nerone e Poppea)                  | Giacomo Dell'Orso                       | Bruno Mattei             |
| 1984  | Il était une fois en Amérique (C'era una volta in America)                       | Ennio Morricone                         | Sergio Leone             |
| 1988  | Les Anges de pouvoir (it) (Gli angeli del potere)                                | Ennio Morricone                         | Giorgio Albertazzi       |
| 1988  | Le Secret du Sahara (Il segreto del Sahara)                                      | Ennio Morricone                         | Alberto Negrin           |
| 1996  | Nostromo                                                                         | Ennio Morricone                         | Alastair Reid            |
| 1997  | Incontri proibiti                                                                | Piero Piccioni                          | Alberto Sordi            |
| 1998  | Bulworth                                                                         | Ennio Morricone                         | Warren Beatty            |
| 2004  | Le Capitaine (Il capitano)                                                       | Fabio Frizzi                            | Vittorio Sindoni         |
| 2013  | La migliore offerta                                                              | Ennio Morricone                         | Giuseppe Tornatore       |

## Discographie
- 1974 - Samba para ti avec Bruno Battisti D'Amario
- 1975 - Granada avec Bruno Battisti D'Amario
- 1983 - Edda's Classical Machine
- 1999 - It's Time to Sing
- 2002 - Al cinema con Edda Dell'Orso
- 2007 - Voice
- 2008 - Edda Dell'Orso performs Ennio Morricone